# Смотришув
Смотришув (пол. Smotryszów) — село в Польщі, у гміні Кодромб Радомщанського повіту Лодзинського воєводства.
Населення — 211 осіб (2011).
У 1975-1998 роках село належало до Пйотрковського воєводства.

## Демографія
Демографічна структура станом на 31 березня 2011 року:
|          | Загалом | Допрацездатний вік | Працездатний вік | Постпрацездатний вік |
| -------- | ------- | ------------------ | ---------------- | -------------------- |
| Чоловіки | 117     | 34                 | 71               | 12                   |
| Жінки    | 94      | 15                 | 59               | 20                   |
| Разом    | 211     | 49                 | 130              | 32                   |